# دميترو ليتفين
دميترو ليتفين (بالأوكرانية: Дмитро Литвин)‏ هو لاعب كرة قدم أوكراني في مركز الدفاع، ولد في 21 نوفمبر 1996 في Myronivka ‏ في أوكرانيا. لعب مع ديبورتيفو داس أيفيس ونادي ميتاليست خاركيف.

## وصلات خارجية
- دميترو ليتفين على موقع اتحاد أوكرانيا (الإنجليزية)
- دميترو ليتفين على موقع قاعدة بيانات كرة القدم.إي يو (الإنجليزية)
- دميترو ليتفين على موقع Soccerbase.com (لاعب) (الإنجليزية)
- دميترو ليتفين على موقع Soccerway.com (الإنجليزية)